# قزلر
قزلر (بالفارسية: قزلر) هي قرية تقع في قسم تشناران الريفي (مقاطعة تشناران) في إيران. يقدر عدد سكانها بـ 165 نسمة بحسب إحصاء 2016.